# Living and Dying in ¾ Time
Living and Dying in ¾ Time es el cuarto álbum de estudio del cantautor estadounidense Jimmy Buffett. Fue publicado en febrero de 1974 como su segundo álbum para Dunhill Records. Producido por Don Gant, Living and Dying in ¾ Time se grabó en los estudios Woodland Sound, en Nashville, Tennessee, por el ingeniero de audio David McKinley.

## Recepción de la crítica
Un escritor no especificado de la revista Cash Box indicó que “todo su estilo pulido y suave está presente, pero esta colección toma un giro lírico ligeramente diferente pero convincente”.

## Lista de canciones
Todas las canciones escritas y compuestas por Jimmy Buffett, excepto donde esta anotado. 
| Lado uno |                              |          |  |
| N.º      | Título                       | Duración |  |
| 1.       | «Pencil Thin Mustache»       | 2:47     |  |
| 2.       | «Come Monday»                | 3:06     |  |
| 3.       | «Ringling, Ringling»         | 2:32     |  |
| 4.       | «Brahma Fear»                | 4:05     |  |
| 5.       | «Brand New Country Star»     | 2:40     |  |
| 6.       | «Livingston's Gone to Texas» | 3:28     |  |

| Lado dos |                                              |          |  |
| N.º      | Título                                       | Duración |  |
| 1.       | «The Wino and I Know»                        | 3:00     |  |
| 2.       | «West Nashville Grand Ballroom Gown»         | 2:34     |  |
| 3.       | «Saxophones»                                 | 3:18     |  |
| 4.       | «Ballad of Spider John» (Willis Alan Ramsey) | 4:26     |  |
| 5.       | «God's Own Drunk» (Lord Buckley)             | 6:19     |  |

## Créditos y personal
Créditos adaptados desde las notas de álbum de Living and Dying in ¾ Time.
The Second Coral Reefer Band
- Jimmy Buffett – voz principal, guitarra acústica
- Reggie Young – guitarra eléctrica
- Lanny Fiel – guitarra acústica y eléctrica, slide guitar
- Doyle Gresham – guitarra de acero con pedal
- Tommy Cogbill – bajo eléctrico
- Mike Uttley – teclados
- Sammy Creason – batería
- Greg “Fingers” Taylor – armónica
- Ferrell Morris – conga, vibráfono
- Don Gant, Buzz Cason, Bergen White – coros
- Billy Puett – trompa (9)

Personal técnico
- Don Gant – productor
- Bergen White – arreglos
- David McKinley – ingeniero de audio
- Tommy Semmes – mezclas
- Bob Swoell – masterización
- Guy Dela Valdene – fotografía de portada
- Gil Drake – fotografía del tiburón
- Rick Bibby – ilustración

## Posicionamiento
| Gráfica (1974)                            | Pico de posición |
| ----------------------------------------- | ---------------- |
| Estados Unidos (Billboard Top LPs & Tape) | 176              |